# Liste der Kulturgüter in Turtmann-Unterems
Die Liste der Kulturgüter in Turtmann-Unterems enthält alle Objekte in der Gemeinde Turtmann-Unterems im Kanton Wallis, die gemäss der Haager Konvention zum Schutz von Kulturgut bei bewaffneten Konflikten, dem Bundesgesetz vom 20. Juni 2014 über den Schutz der Kulturgüter bei bewaffneten Konflikten sowie der Verordnung vom 29. Oktober 2014 über den Schutz der Kulturgüter bei bewaffneten Konflikten unter Schutz stehen.
Objekte der Kategorie A sind im Gemeindegebiet nicht ausgewiesen, Objekte der Kategorie B sind vollständig in der Liste enthalten, Objekte der Kategorie C fehlen zurzeit (Stand: 1. Januar 2023).

## Kulturgüter
| Foto |                                                                          | Objekt                                        | Kat. | Typ | Standort                                       | Beschreibung |
| ---- | ------------------------------------------------------------------------ | --------------------------------------------- | ---- | --- | ---------------------------------------------- | ------------ |
| ja   | Datei hochladen · Wikidata zu Kapelle Heilige Familie (Q29928798)        | Kapelle Heilige Familie KGS-Nr.: 07146        | B    | G   | Gruben, Meiden 1 620580 / 117729               |              |
| BW   | Datei hochladen · Wikidata zu Ruinen der Sust von Stockalper (Q29928822) | Ruinen der Sust von Stockalper KGS-Nr.: 07147 | B    | G   | Turtmann, Dorfstrasse 620259 / 127697          |              |
| BW   | Datei hochladen · Wikidata zu Wäbihüs (Q29928846)                        | Wäbihüs KGS-Nr.: 07148                        | B    | G   | Turtmann, Enetbrückenstrasse 9 620141 / 127667 |              |
| BW   | Datei hochladen · Wikidata zu Schützenlaube (Q133852300)                 | Schützenlaube KGS-Nr.: 17430                  | B    | G   | Turtmann, Emsweg 17 620065 / 127631            |              |
| BW   | Datei hochladen · Wikidata zu Gasnerhaus (Q133852805)                    | Gasnerhaus KGS-Nr.: 17448                     | B    | G   | Turtmann, Längi Gasse 6 620198 / 127598        |              |
| BW   | Datei hochladen · Wikidata zu Zumsteinhaus (Q133852892)                  | Zumsteinhaus KGS-Nr.: 17449                   | B    | G   | Turtmann, Beibrächiweg 9 620353 / 127691       |              |
| BW   | Datei hochladen · Wikidata zu Bielerhaus (Q133853003)                    | Bielerhaus KGS-Nr.: 17450                     | B    | G   | Turtmann, Ilumstrasse 5 620450 / 127750        |              |
| BW   | Datei hochladen · Wikidata zu Feliserhaus (Q133853123)                   | Feliserhaus KGS-Nr.: 17451                    | B    | G   | Turtmann, Dorfstrasse 9 620425 / 127783        |              |